# نادي أنمي

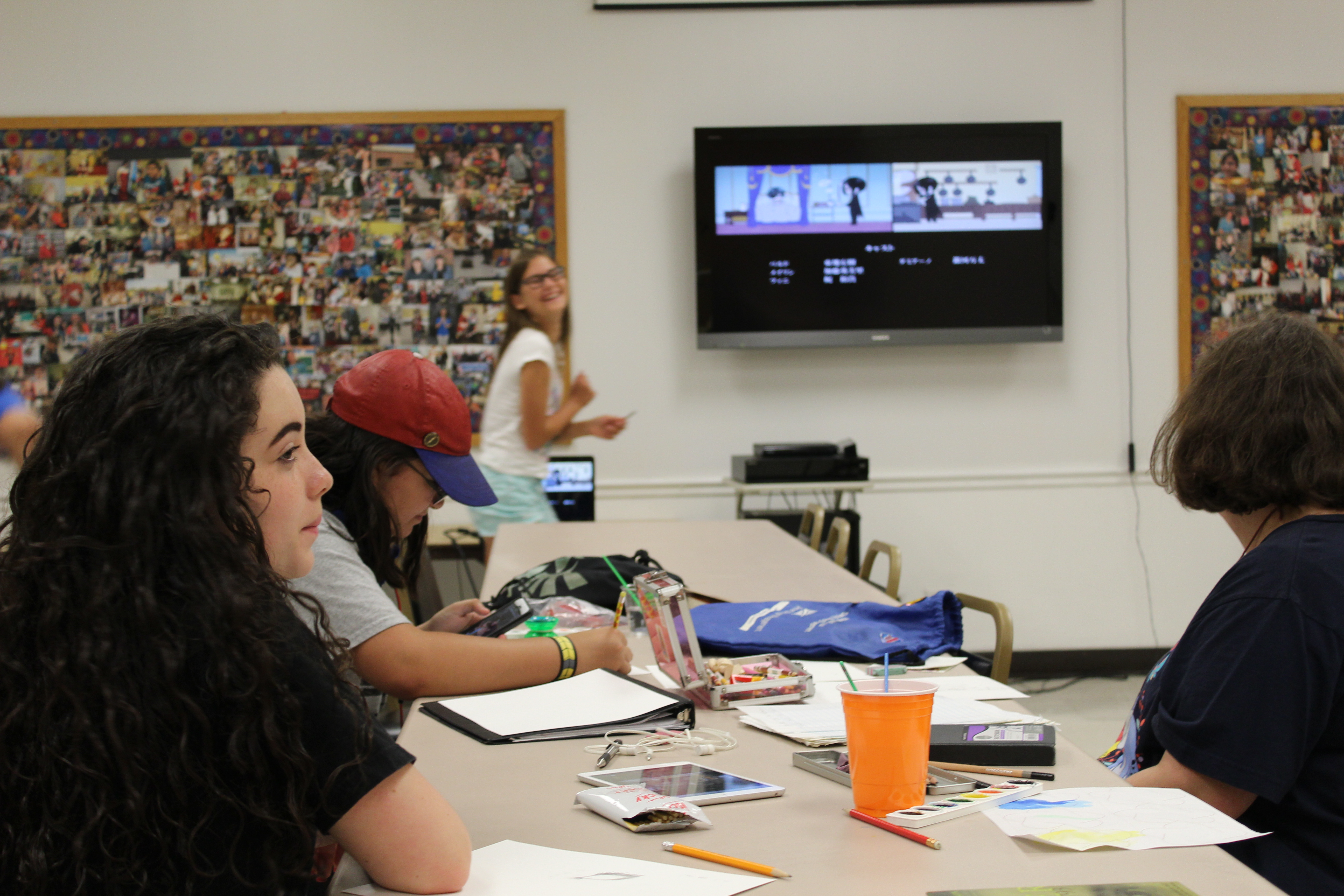
نادي الانمي

نادي الأنمي هو المنظمة التي تجتمع لمناقشة عرض وتعزيز معرفة الأنمي في المجتمع المحلي، ويمكن أيضا أن تركز على توسيع التفاهم الثقافي الياباني. تتواجد نوادي الأنمي على نحو متزايد في الجامعات والمدارس الثانوية. المنظمون قد يستخدمون أيضًا مساحات الاجتماعات العامة مثل المكتبة أو مركز حكومي. العديد من حضور نادي الأنمي يعتبرون أنفسهم أوتاكو. على الرغم من أن جوهر حضور النادي هم في العشرينات من العمر، وهناك عموما لا توجد متطلبات معينة. يحضر أيضًا البالغين مما هم في سن الخمسينات والستينات أو المراهقين.

## الأنشطة

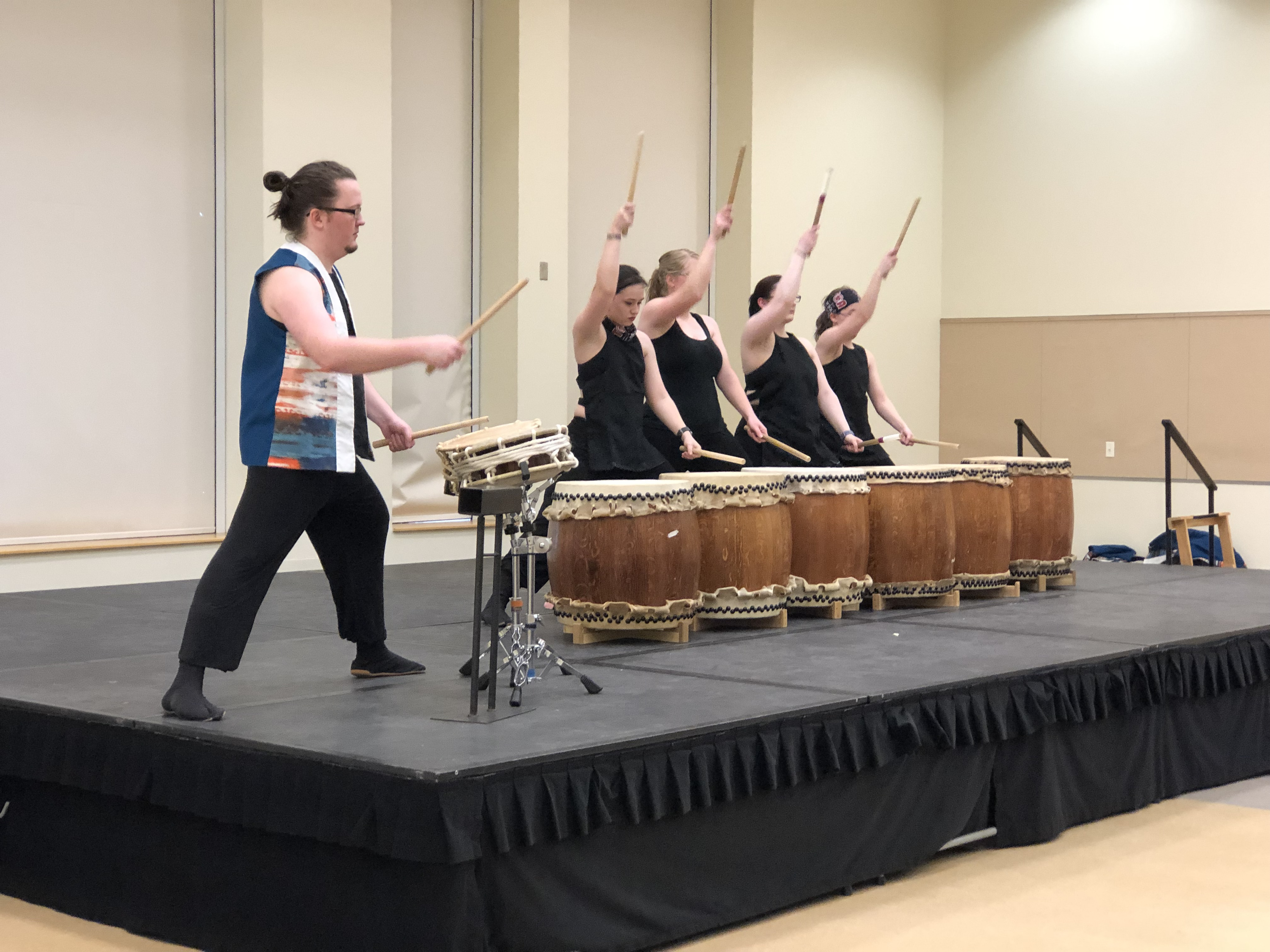
كازينودايتشي تايكو, فرقة تايكو (نوع من الطبول) مقرها في بولينج جرين بولاية أوهايو تؤدي عرضًا في مؤتمر نظمه نادي الأنمي بالجامعة.

يمكن أن تحدث اجتماعات نوادي الأنمي على أساس أسبوعي أو شهري، حيث يتم فيها عرض الأنميات، أو يحدث فيها أنشطة أخرى، مثل عرض أشرطة الفيديو، الموسيقى، قراءة المانغا، غناء الكاراوكي، والتنكر. العديد من النوادي استضافة المنتديات على شبكة الإنترنت لزيادة تعزيز التفاعل مع المجتمع، وتضم مكتبة لإعارة الكتب والمانغا للأعضاء. المشاركين في نوادي الأنمي غالبًا ما يشاركون أيضا في العمل التطوعي وتنظيم مؤتمرات الأنمي.
تعتمد الأنشطة على نطاق النادي، ويمكن أيضًا أن تكون على نطاق أوسع، لتشمل الأنشطة الخارجية مثل تذوق ساكي، وزيارات إلى فعاليات ثقافية مثل مهرجان زهرة الكرز الوطني أو مسيرة كندو. اعتمادًا على نطاق النادي، يمكن أيضًا أن يكون للأنشطة نطاق أوسع، لتشمل لعب ألعاب الطاولة مثل شوغي وغو وما جونغ. تشمل الأنشطة الخارجية تذوق الساكي وزيارات إلى الأحداث الثقافية مثل مهرجان أزهار الكرز الوطني أو شرح للكندو.

## عروضالأنمي
عادةً ما تعرض أندية الأنمي العروض باللغة اليابانية مع وجود ترجمة باللغة الإنجليزية. اعتمادًا على سياسة النادي، يمكن عرض مجموعات الأنمي أو الترجمة الرسمية أو الدبلجة المحلية.
يمكن أن تحتوي النوادي الأكبر حجمًا على غرف مشاهدة متعددة. عادة ما تتميز إحدى الغرف بأنمي مترجم وأخرى جماعية. يمكن أيضًا أن تُعرف غرفة المشجعين باسم غرفة 'ديف إكس'، والتي سميت على اسم برنامج ترميز الفيديو الشهير.
نظرًا لطبيعة بعض الرسوم المتحركة الطويلة والعرضية، فقد تمت جدولة المعرض في كتل مع فترات راحة. غالبًا ما يتم عرض مسلسل من ستة وعشرين حلقة على مدار عدة أشهر.
هناك أيضًا سياسات غير رسمية في بعض دوائر الأندية بخصوص الطول الإجمالي للعرض الذي تمت مشاهدته. على سبيل المثال، تم تتشغيل بليتش وإينوياشا لمدة 366 و167 (أو 191 مع إينوياشا: الوثيقة الختامية) حلقات على التوالي. بهذا الطول، قد يعرض النادي الحلقات بشكل دائم، مما يحرم عرضًا آخر من العرض في ذلك المكان. بالإضافة إلى ذلك، قد يكون من الصعب على الأعضاء الجدد في النادي متابعة أو الاهتمام بقصة تقدمت بالفعل بعيدًا.

## المعرض العام
عند التجمع في مكان عام لعرض وسائل الإعلام المرخصة، يلزم الحصول على إذن كتابي من صاحب الحقوق المحلي. يُعرف هذا بحقوق الأداء العام أو حقوق العرض.
أنشأ مرخصو الأنمي في أمريكا الشمالية، مثل فنميشن وبانداي الترفيهية برامج للمساعدة في تسهيل العروض العامة لمحتوياتهم المرخصة في نوادي الأنمي.